# Gästriklands runinskrifter 1
Gästriklands runinskrifter 1, Gs 1, är en runsten som står i vapenhuset i Österfärnebo kyrka i Österfärnebo socken, Sandvikens kommun.
Stenen är i röd sandsten. Den är 1,92 meter hög och 0,7–0,75 meter bred, och har en runhöjd på 7 centimeter. I kyrkans vapenhus återfinns även Gs 2.

## Inskrift
Translitterering av runraden:
sniolauk · lit · resa · stain · (e)ftiʀ · uilef · bunta · sin · in · oyniotr
Normalisering till runsvenska:
Sniolaug let ræisa stæin æftiʀ Vilæif, bonda sinn, en Øyniutr.
Översättning till nusvenska:
Snölög lät resa stenen efter Vilev, sin man. Och Önjut (ristade).